# Еврейский ударный батальон
Еврейский ударный батальон (укр. Єврейський пробойовий курінь, пол. Żydowski kureń Ukraińskiej Armii Halickiej) — военное подразделение 1 корпуса Галицкой Армии. Сформирован в июне 1919 во время Чортковского наступления из состава еврейской милиции Тернополя. Командир — поручик Соломон Ляйнберг.

## История
«Еврейский батальон» образовался тогда, когда после трехдневного погрома, который учинили польские войска во Львове 22—24 ноября 1918 года тернопольские евреи — бывшие солдаты Австро-Венгерской армии — взяли в свои руки руководство еврейской самообороны в Тернополе. Возглавил инициативу поручик бывшего австрийского 15 пехотного полка С. Ляйнберг, который начал обучение молодежи военному делу. 16 июня 1919 галицкие стрельцы отбили Тернополь у поляков. По утверждениям, еврейское население встречало украинские войска с цветами. По поручению «Еврейской национальной рады» Ляйнберг обратился к полковнику Микитке с предложением вступить с несколькими сотнями евреев в батальон УГА. Полковник Микитка лично знал Ляйнберга по прежней службе в 15 полку австро-венгерской армии, до ноября 1918 года располагавшемся во Львове. С. Ляйнберг был назначен командиром батальона. В военных списках соединение называлось «Еврейский ударный батальон», официальная название «Ударный батальон I Корпуса Галицкой Армии». При украинском отряде поручика Вовка начал формироваться Еврейский ударный курень. Вскоре батальон насчитывал уже 1200 человек.
Сам поручик Вовк вспоминал о его формировании: 

Как раз тогда начало поступать в украинские части много еврейских интеллигентов, которые горели жаждой мести к полякам за их нечеловеческие издевательства и, наверное, потому, что почувствовали на своей шкуре разницу между неведомой им до того польской властью и бывшей перед тем 8-месячной украинской. Корпусной адъютант, сот. Гнатевич, поручил мне как командиру группы, заняться с пор. Ляйнбергом организацией еврейской части в составе моей группы. Чтобы не создавать отдельной административной единицы, было решено провести организацию в составе моей группы, имевшей коней, подводы, запас патронов, оружие, несколько десятков бойцов и около 10 офицеров-украинцев. И действительно, на протяжении нескольких дней явилось столько офицеров-евреев, что командование I Гал. корпуса передало начальство над бывшей моей частью пор. Ляйнбергу, а меня назначило его помощником. Эта часть получила теперь название «Жидівський пробоєвий курінь» I Гал. корпуса. Офицерский состав этой группы состоял в большинстве из евреев. Но рядовых вступало мало. Зато было много добровольцев-украинцев, которые после отступления поляков стали прямо массово вливаться в армию. Для спокойного окончания обучения в Еврейском ударном курене он был переброшен в Остапье, поскольку уже началось второе отступление нашей армии. В это время к Еврейскому ударному куреню было прикомандировано несколько офицеров-украинцев. Например, пор. Лащукевич, которому передано командование одной из сотен, а начальство над ещё одной сотней принял перед тем чет. Доманицкий
Подразделение защищало от поляков дорогу из Тернополя на Подволочиск, куда оно было спешно передислоцировано. Поляки пытались осуществить здесь прорыв, чтобы захватить линию реки Збруч. Но батальон под командованием Ляйнберга не дал осуществиться польским планам и нанес полякам серьезные потери в боях 16-17 июня 1919. Перейдя Збруч, батальон воевал уже с Красной Армией.
Боевой путь и судьбу Еврейского куреня после начала отступления УГА поручик Г-р Нахман изложил в своей статье:

14 июля 1919 г. приказом командования I корпуса Еврейский ударный курень был временно подчинен XXI бригаде, которая стояла тогда на севере, на главном пути, ведущем из Тернополя в Подволочиск, и вела отчаянную борьбу с поляками, пытавшимися эту бригаду окружить. Спустя небольшой промежуток времени из-за тяжелого положения на фронте пор. Ляйнберг был срочно вызван командованием бригады, прибыл скорым маршем с Еврейским ударным куренем из Остапье в Малый Ходачков, а оттуда — в село Колодиевка. По приказу XXI бригады он занял пространство между дорогой Тернополь-Подволочиск и селом Колодиевкой, а также и само село, прикрывая таким образом с севера и запада отступление бригады в направлении города Скалат. Эти изменения на фронте заметили поляки и предприняли попытку решительными атаками прорваться на данном участке, чтобы потом неожиданно, заняв линию реки Збруч, перерезать путь отступления за Збруч. Эта мысль хитрого ляха в случае удачи была бы роковой для всей галицкой армии, правительства и наших дорогих мечтаний. Но ударный курень под личным руководством пор. Ляйнберга не только с решительностью, достойной всякой похвалы, свел на нет польские планы, разбив значительные лядские силы, но и причинил им болезненные потери.
Вскоре после получения нового приказа курень расположился в районе г. Скалата, где провел своими авангардными частями ряд победных боев, заняв пространство между с. Медницей и Старым-Скалатом, прикрывая этим отступление XXI бригады. Когда под сильным напором врага начала шататься и отступать в направлении Збруча и IX бригада, расположенная до того налево от с. Медницы, ударный курень стал авангардом и в 3 часа ночи 15 июля вступил в г. Скалат. В тот же самый день в 7 часов вечера ударный курень получил приказ командования отступать скорым маршем через Городницу и Остапье в район Викна и там основательно укрепиться. Прибыв в эту холмистую местность в 2 часа ночи, пор. Ляйнберг немедленно приказал занять железнодорожную станцию Грималив и край леса на юг от города. Эти природные позиции курень держал до 10 часов утра 16 июля, а после, по получении приказа о дальнейшем отступлении, выступил из упомянутых мест и занял район города Товстого. При этом, как авангард, он должен был вести бои с передовыми подразделениями тех масс ляхов, которые уже сконцентрировались в кулак, чтобы нанести освободительной украинской армии решительный удар. В это же время командиры XXI и IX бригад начали собирать вокруг себя людей, разбежавшихся во время ураганного лядского огня, и готовиться к ночному переходу через Збруч.
С юго-западной стороны, то есть — от Копичинец и Гусятина, ляхи старались сорвать планы нашего командования: своей многочисленной кавалерией обойти наши позиции, неожиданными атаками сбить части. В связи с этим ударный курень получил приказ от своей бригады оставить район Товстого, занять район Трибуховец и всеми силами стараться удержать эту позицию, чтобы обеспечить отступление наших войск с запада и юга. Пор. Ляйнберг, атакованный значительными силами ляхов на прежней позиции, оставил сильный заслон с 4 пулеметами, а сам с пехотой и оставшимися пулеметами в 10 часов вечера 16 июля выступил в Трибуховцы, где занял северную и западную их стороны. Получив по телефону уже с левого берега Збруча сведения о том, что XXI и IX бригады в полном составе, с обозами и артиллерией перешли реку, поручик приказал отступать пулеметам, оставленным в Товстом. Это распоряжение было отдано как нельзя кстати: в 6 часов утра 17 июля курень получил сообщение, что поляки наступают по дороге Трибуховцы-Гусятин и стараются захватить единственную на этом участке переправу через Збруч. Пор. Ляйнберг немедленно занял дорогу Гусятин-Трибуховцы, одновременно выслав свои подразделения для занятия паромной переправы в Трибуховцах. Эту последнюю позицию занял пор. Мазяр со своей 4-й сотней и 2 пулеметами. Вскоре ляхи начали наступать на переправу, и пор. Мазяр, несмотря на геройскую оборону перед тучами врагов и попытки прорваться к своему куреню, попал со всей сотней в лядский плен.
Так Еврейский ударный курень геройским поведением и умелым руководством своего командира обеспечил отступление XXI и IX бригад, которые благодаря этому не понесли потерь ни в людях, ни в вооружении.
17 июля в 2 часа дня командование ударного куреня получило из XXI бригады приказ немедленно отступить за Збруч, уничтожив за собою мост. По выполнении этого приказа курень присоединился к XXI бригаде и был расположен на правом её фланге. С бригадой курень дошел до города Смотрича, оттуда — в район Дунаевец, где впервые столкнулся с большевиками. После первых артиллерийских выстрелов курень перешел из бокового охранения правого крыла в переднее охранение и, проведя тщательную разведку, занял линию от северо-западного с. Чанкова до с. Заставна и холмов на северо-востоке. Это было 24 июля. Во время ночных налетов ударный курень разбил сильные большевистские заставы и взял пленных.
Большевики, встревоженные активной деятельностью противника, начали на следующий день, то есть 26 июля, отступать. Командование XXI бригады, заметив это, приказало ударному куреню и в дальнейшем находиться на правом крыле, энергично преследуя врага. В этой погоне бригада достигла местечек Солодковцы, Зинкив, а к исходу 31 июля — район города Михальполя, которое ещё находилось в руках сильного большевистского авангарда. 3 августа, после сильной перестрелки разведчиков, перешел в атаку и ударный курень, взял Михальполь и захватил почти весь большевистский гарнизон в плен. В результате этого успешного дела XXI бригада, а вместе с ней и Еврейский ударный курень, отдыхали в Михальполе два дня.
6 августа XXI бригада продолжила свой марш на север и заняла с. Богдановцы. Еврейский ударный курень вновь выполнял роль правого крыла. Узнав, что большевики укрепились на северо-востоке г. Меджибожа, курень повернул на восток и занял без боя села Голосково и Копачивка. Тут Еврейский ударный курень вновь помогал в успешных боевых операциях. Большевики, сильно ослабленные боями, 10 августа в паническом страхе отступили с прежних позиций, поспешив на северо-запад — к Староконстантинову. В погоню за вражескими войсками пустились XXI бригада и Еврейский ударный курень, остановившись лишь в с. Верховцы недалеко от Проскурова. Там командир куреня получил приказ от командования I корпуса УГА перейти в с. Лука Барская, где располагался корпусной штаб. Приказ этот был вызван тем, что в предыдущих боях курень не только отличился, но и понес значительные потери, кроме того, был подчинен XXI бригаде лишь временно. В Луке Барской курень стал охраной штаба I корпуса УГА.
Чуть позже со штабом корпуса ударный курень перешел в Браилов, а оттуда — в Винницу, где нес охрану города и выполнял гарнизонные функции. После значительных побед наших войск под Калиновкой и Бердичевом и по занятии этих городов курень, вместе со штабом I корпуса, перешел прямо в Бердичев, где продолжал выполнять те же функции. 28 августа, после взятия Казатина и Фастова, курень перешел с корпусным штабом в Фастов. Тут курень был подчинен командованию VI бригады, с которой участвовал в наступлении на Киев. В качестве авангарда бригады, курень первым дошел до предместий Киева — станции Святошино, занял её и удерживал до общего отхода УГА из Киева. После оставления Святошина ударный курень обеспечивал отход VI бригады через реку Ирпень. Соединившись за Ирпенем с VI бригадой, курень отступал с ней на Фастов, Попельню, Казатин, аж до Бердичева. Тут по приказу командования I корпуса курень был откомандирован в распоряжение штаба — в Бердичев.
В Бердичеве своей гуманностью и примерным поведением курень завоевал большую популярность среди населения, причем командир куреня пор. Ляйнберг получил от городской управы разрешение провести мобилизацию еврейской молодежи. Командование I корпуса позволило куреню провести мобилизацию, а вместе с тем дало время на отдых и реорганизацию. Благодаря этим обстоятельствам курень пополнился добровольцами из числа евреев и украинцев. При отступлении из Бердичева в октябре 1919 года курень перешел с корпусом в Казатин.

Но немилосердный ангел смерти, сыпной и возвратный тиф, свирепо уничтожал ряды борцов-идеалистов за лучшую долю и свободу своих близких, стонущих под гнетом лядским, как и под московским ярмом — судьбу и свободу еврейского и украинского народов. Жнива смерти были богатые. Две трети Еврейского ударного куреня, две трети сынов того угнетаемого народа, который угнетатели 24 апреля 1920 года в Сан-Ремо признали свободным, отошли с честью, славой и добрым именем в страну, где неизвестна ни ненависть, ни зависть, ни злоба и… пусть земля им будет пухом!.. Лишь небольшая горстка из этого куреня, горстка верных украинских сынов, борцов ЗУНР, пришла в распоряжение верховного командования УГА в Виннице. Там она исполняла какое-то время караульную службу в городе. Когда же её ряды ещё больше поредели, верховное командование Галицкой армии было вынуждено расформировать этот курень и распределить оставшихся бойцов по другим частям
Боевой путь «Жидовского куреня» прошел через украинско-польский и украинско-советский фронты. Среди мест, где батальон воевал и нёс гарнизонную службу: Проскуров, Винница, Бердичев, Киев, точнее, Святошин.
24 июля 1919 года во время ночной атаки батальон взял пленных из передовых частей Красной Армии. Через день большевики начали отступление. Командование 21 бригады приказало подразделению активно преследовать врага. Батальон достиг городков Солодкивцы, Зеньков, а к 31 июля Михальполь. После ряда стычек курень захватил Михальполь и взял в плен почти весь гарнизон.
В Бердичеве своим поведением во время несения службы и своей гуманностью батальон заслужил доверие населения, и поручик Ляйнберг получил от городской общественной управы полномочия провести мобилизацию еврейской молодежи. Командование I Корпуса УГА позволило мобилизацию и одновременно дало время на отдых и переформирование, благодаря этому батальон пополнился добровольцами — евреями и украинцами. Однако в ходе эпидемии тифа отряд потерял две трети личного состава и его пришлось расформировать в ноябре 1919 года.
Некоторые бойцы батальона в начале 1920 года, добравшись до Одессы объединились там с остатками местного сионистского отряда, который был распущен белыми в сентябре 1919 года. Данное объединение включало идейно настроенных сионистов Западной и Восточной Украины. В апреле 1920 года они покинули Украину и перебрались в подмандатную Палестину. Впоследствии они играли большую роль в Хагане — еврейской народной самообороне в Палестине, и в войне за независимость Израиля 1947-49 гг.
Остальные воины куреня остались в Приднепровье или вернулись в Галичину. В Тернополь вернулся и Соломон Ляйнберг. По некоторым данным, его замучили поляки в Тернополе в 1920 году. По другим данным расстрелян НКВД в г. Ленинград 9 апреля 1938 г.  . Имя Соломона Ляйнберга носит одна из улиц города Львова.